# Ciclo Stirling
O ciclo Stirling é um ciclo termodinâmico que descreve a classe geral dos dispositivos de Stirling. Isso inclui o motor Stirling original que foi inventado, desenvolvido e patenteado em 1816 pelo Reverendo Dr. Robert Stirling com a ajuda de seu irmão, um engenheiro.
O motor criado visava a substituição do motor a vapor por uma alternativa mais segura. Além disso utilizava ar ao invés de vapor e pode empregar qualquer fonte de calor como combustível. Este ciclo delimita uma quantidade fixa de fluido de trabalho em seu interior, ininterruptamente na forma gasosa.
Os ciclos de Otto e Diesel ideais não são totalmente reversíveis, visto que para ocorrer a realização desses, deve-se envolver transferência de calor através de uma diferença de temperatura finita durante os processos isotérmicos irreversíveis de adição de calor e rejeição de calor. Além disso, os ciclos em geral não são reversíveis, dado que caso fossem, iriam contrariar totalmente a 2ª lei da termodinâmica, lei esta que define todas as transformações termodinâmicas como irreversíveis. Essa irreversibilidade é consequência de que para realizar qualquer processo cíclico existe uma demanda de um trabalho mecânico.
Essa irreversibilidade torna a eficiência térmica destes ciclos inferior à de um motor Carnot, visto que este opera dentro dos mesmos limites de temperatura. O ciclo consiste em duas transformações adiabáticas alternadas com duas transformações isotérmicas e uma série de processos reversíveis que proporciona a obtenção de uma máquina térmica com o maior rendimento possível.
Já o ciclo de Stirling é uma versão alterada do ciclo de Carnot, sendo que os dois processos isentrópicos apresentados no ciclo de Carnot são substituídos por dois processos de regeneração de volume constante. Pode ser caracterizado como um processo isotérmico com adição de calor e rejeição de calor.
Em teoria o motor de Stirling possui alta eficiência. Quando construído o protótipo nas décadas de 50 e 60 e chegaram a uma eficiência de 45%, uma vez que este supera os motores a gasolina ou diesel, que possuem uma eficiência média de 20% a 30%. O seu rendimento pode ser calculado por:
{\displaystyle r={W \over Qf}}
Assim:
{\displaystyle r_{\text{Stirling}}={mR\ln({V1 \over V2})(Tq-Tf) \over mRTq\ln({V1 \over V2})}={(Tq-Tf) \over Tq}}  
onde:
{\displaystyle r}: é o rendimento;
Qf: é a energia útil;
W: é o trabalho;
Tf: é a temperatura da fonte fria;
Tq: é a temperatura da fonte quente;
m: é a massa;
R: é a constante dos gases ideais.
Por meio das equações podemos concluir que :
{\displaystyle r_{\text{Stirling}}=r_{\text{Carnot}}}
Para esse ciclo há uma série de eventos que alteram a pressão do gás no interior do motor, garantindo sua funcionalidade. O processo consiste em uma expansão isotérmica, seguido de resfriamento a volume constante, uma compressão isotérmica e um aquecimento a volume constante de volta aos valores termodinâmicos originais.

## Contexto histórico
Devido a limitações tecnológicas do início do século XIX, máquinas a vapor explodiam com grande frequência quando suas peças eram submetidas à alta pressão e em função da precária tecnologia metalúrgica das caldeiras. Insatisfeitos com isso, e comovido com a dor dos diversos familiares dos operários mortos em acidentes envolvendo tais explosões, Robert Stirling, com auxílio de seu irmão engenheiro, desenvolveram um ciclo cuja aplicação tornaria as máquinas mais seguras, o qual era mais eficiente que os ciclos empregados nas máquinas da época. O motor também é conhecido como “motor de ar quente”, devido a utilização de gases atmosféricos como fluido de trabalho, assim sendo, esse ciclo assemelha-se muito com o Ciclo de Carnot.
Nascido em 1790 em Gloag, na Escócia, Robert Stirling faleceu em 1878 na cidade de Galston,  situada a aproximadamente 30 km ao sul de Glasgow. Pertencente a uma extensa família, era o terceiro dos irmãos, e tanto na escola quanto na universidade, apresentou-se como um brilhante aluno. Estudou na Universidade de Edimburgo, formando-se em 1808, também estudou na Universidade de Glasgow. Em 1819, casou-se com Jean Rankin, e o casal teve sete filhos, dentre eles, quatro rapazes tornaram-se engenheiros ferroviários (Patrick, William, Robert e James), outro, optou por se tornar um clérigo (David).

## Transformações termodinâmicas

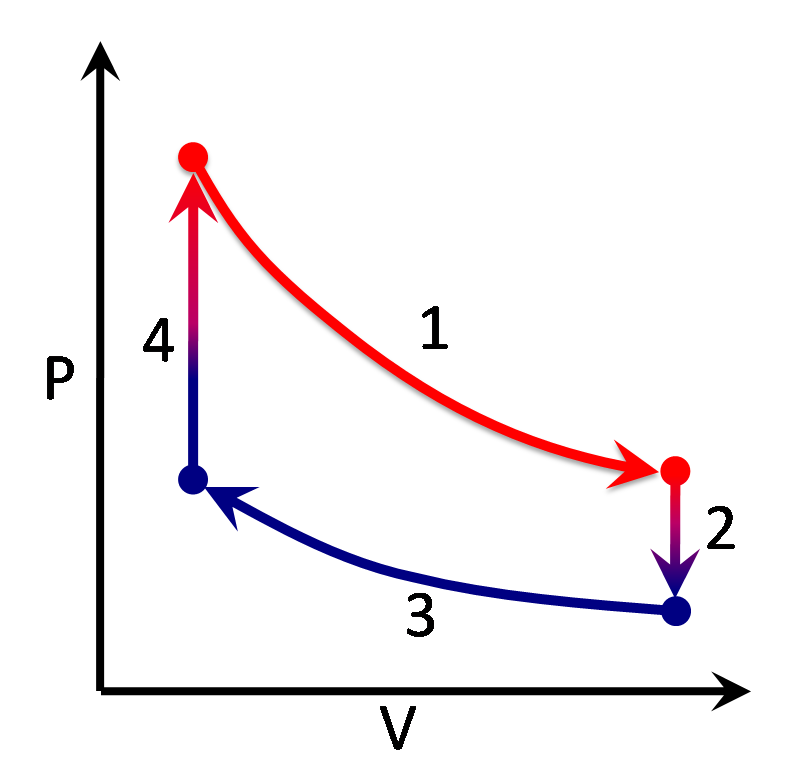
Diagrama de pressão x volume do ciclo de Stirling

O ciclo Stirling é fechado e se parece muito com o Ciclo de Carnot, que representa o limite máximo de eficiência para uma máquina térmica. Algumas máquinas construidas obedecendo a este ciclo já chegaram a 45% de rendimento. 
Quatro fases compõem o ciclo de Stirling:
1. Expansão isotérmica: Uma fonte de calor externa aquece o gás enquanto este se expande a fim de que sua temperatura permaneça constante.Ao fornecer a quantidade de calor  {\displaystyle Q_{1}}, o gás se expande do volume {\displaystyle V_{1}} a {\displaystyle V_{2}} isotermicamente, portanto a pressão no interior do cilindro é reduzida de acordo com a equação {\displaystyle pV=nRT} . Desde que as mudanças de estado isotérmicos não alterem a energia interna U do sistema (dU = 0), o primeiro princípio de Termodinâmica é dado por dW = dQ, isto é, a entrada de calor se transforma completamente em trabalho mecânico. Da equação{\displaystyle dW=-RT(dV/V)} obtém-se:{\displaystyle W_{1}=\int _{V_{1}}^{V_{2}}dW=-nRT_{1}\ln(V_{2}/V_{1})=-Q_{1}}
2. Resfriamento isocórico: O calor é retirado do gás. O gás se matém a volume constante( {\displaystyle V_{2}=V_{3}}) e sua pressão diminui. Assim, o gás é resfriado da temperatura  {\displaystyle T_{1}} a temperatura  {\displaystyle T_{2}} e consequentemente reduz a sua energia interna {\displaystyle U_{2}=C_{v}(T_{2}-T_{1})}. Uma vez que ocorre um processo isocórico, nenhum trabalho mecânico é executado {\displaystyle (W_{2}=0)},portanto, de acordo com o primeiro princípio da termodinâmica {\displaystyle Q_{2}=U_{2}<0}.
3. Compressão isotérmica: O gás é refrigerado enquanto seu volume diminui voltando ao seu estado inicial colaborando para que sua temperatura não aumente.Nesse processo, há uma perda de calor {\displaystyle Q_{3}}, há também uma compressão do volume do gás no cilindro,além de um aumento na pressão interna, ressaltando que tudo ocorre isotermicamente de acordo com a equação {\displaystyle pV=nRT}, fazendo com que seja possível que o ciclo se forme, mantendo assim sua energia interna igual a 0.
4. Aquecimento isocórico: Para que o ciclo se complete, nessa última parte do processo, há um pequeno aumento na temperatura fazendo com que ela retorne ao seu estado inicial, enquanto o volume se mantém constante, ressaltando que ocorre um aumento na pressão interna do sistema,além de um aumento na energia interna do ciclo, fazendo com que ele se retorne à primeira etapa, com seu volume,pressão e temperatura na forma inicial do processo. Ao final do ciclo, podemos representar o trabalho total pela seguinte expressão:{\displaystyle W=W_{1}+W_{3}=-nR(T_{1}-T_{2})\ln(V_{2}/V_{1})=-\oint pdV}[5]

## Aplicação do Ciclo de Stirling
O ciclo de Stirling geralmente é descrito em quatro processos, esse ciclo é chamado de ciclo “idealizado”, ou seja, é um formato mais simples do ciclo porém não otimizado. O ciclo ideal é raramente utilizado em aplicações práticas, por outros ciclos serem mais simples ou por terem menor desgaste nas peças do motor, como pistões e rolamentos. Porém, mesmo com essas alterações, a eficiência do ciclo se assemelha ao ciclo idealizado.
O ciclo idealizado também apresenta complicações ao ser utilizado praticamente, com a aceleração do pistão que precisa ser um pouco maior assim como as “perdas de bombeamento viscosas do fluido utilizado. Porém o stress dos materiais e as perdas de bombeamento apenas seriam intoleráveis quando se aproximam do ciclo ideal e/ou altas taxas de ciclo”.
A transferência de calor também apresenta problemas nos processos isotermais, para corrigir ou amenizar pode ser preciso diminuir a taxa de ciclo, além da troca e utilização de outros tipos de pistões, no modelo mais simples, a máquina irá oscilar em um movimento harmônico simples.
Analisando as atuais aplicações dos motores Stirling, percebe-se que este não é muito utilizado atualmente, porém, devido a esse tipo de motor ter uma eficiência muito grande, possui algumas aplicações interessantes, como as seguintes:
- Motores AIP:  No Ciclo Stirling, o calor de uma fonte exterior é transferido para um fluido (geralmente um gás inerte) e submetido a uma série de transformações termodinâmicas. A expansão do gás daqui resultante empurra um pistão e este reenvia-o para uma nova compressão, a qual, finalmente, pode gerar eletricidade. Esta abordagem é tão radical já que como ela separa os processos de combustão daqueles que convertem o calor em trabalho mecânico e este, por sua vez, em eletricidade. A pressão da combustão é maior do que a da água e isto permite que os produtos se dissolvam na água sem uso de um compressor. Isto permite um grau diferente de controlo dos produtos de exaustão e logo, do ruído gerado pelo sistema AIP o que pode ter um reflexo notável da capacidade do inimigo para detectar o navio enquanto submerso. O sistema AIP é um sistema propulsor que não necessita de ar.

- Um dos sistemas AIP mais usados atualmente são os que usam células de combustível, que consistem em conversores de energia eletroquímica que transformam energia química de um determinado combustível armazenado no submarino gerando assim eletricidade.

- Veículos Elétricos: Os motores Stirling são sistemas de acionamento elétrico híbrido. Em Novembro de 2007, um carro protótipo híbrido usando biocombustível sólido e um motor de Stirling foi anunciado pelo projecto Precer, na Suécia.

- Dean Kamen desenvolveu uma série de plug-ins do carro híbrido com um Ford Pense. DEKA, empresa de tecnologia Kamen localizada no Millyard Manchester, demonstrou recentemente um carro eléctrico, a Revolta DEKA, que pode ir aproximadamente 60 milhas, isto é, 97 km numa única carga da bateria de lítio.

- Resfriamento de Chips: MSI (Taiwan) dsenvolveu recentemente uma máquina de Striling em miniatura de sistema de resfriamento de chips de computador pessoal que usa o calor do chip para dar impulso a um ventilador.[7]

## Motor de Stirling
Uma vantagem desse motor é que ele é menos poluente, visto que a combustão é contínua e não intermitente, o que permite que ocorra a queima completa e eficiente do combustível. Para que esse processo ocorra basta gerar uma diferença de temperatura significativa entre a câmara quente e a fria. Porém como desvantagens existe a dificuldade de dar partida no motor e a irregularidade na velocidade do motor.

Funcionamento de um motor de Stirling

Para um bom funcionamento dos motores de Stirling existem algumas condições são:
- Se existir uma quantidade exata de gás em um volume fixo de espaço e a temperatura desse gás aumenta, a pressão também irá aumentar;
- Se existir uma quantidade exata de gás em um volume fixo de gás e ele for comprimido, ou seja diminuir o volume de seu espaço, a temperatura desse gás irá aumentar.

## O princípio do funcionamento do Motor de Stirling
O motor de Stirling sempre contém um fluido comprimido no seu interior como ar, hélio ou hidrogênio. Esse fluido é chamado de fluido de trabalho. Nesse modelo a potência gerada não se dá pela queima de combustível no cilindro, mas pelo resfriamento e o aquecimento do fluido pelo lado externo do cilindro. O fluido é movimentado da parte quente para a parte fria do motor, por meio de pistões e vice-versa, o que ocasiona no acréscimo e no decréscimo de temperatura. Como existe a mudança de temperatura, há mudança de pressão o que gera força para movimentar o pistão. O princípio do funcionamento é baseado num ciclo fechado, logo a variação de energia interna é igual a zero, o fluido é mantido comprimido dentro do cilindro e o calor é adicionado e removido do trabalho através de trocadores de calor.

## Curiosidades sobre o motor Stirling ou avanços na tecnologia devido ao ciclo Stirling
Através de um motor Stirling, engenheiros do laboratório Sandia, nos Estados Unidos, conseguiram alcançar uma eficiência na conversão de energia solar para energia elétrica de aproximadamente 31,25%, a maior registrada até o ano de 2008, como anteriormente a essa marca a maior eficiência registrada era de 29,4%, houve um grande avanço em relação a esses sistemas de geração de eletricidade. O sistema funciona da seguinte maneira: a energia solar é capturada na forma de calor, movimentando o motor Stirling, para que assim, possibilite a geração de energia elétrica. Além disso, os motores stirling estão sendo estudados pela NASA, a fim de que estes possam ser utilizados em veículos espaciais alimentados por energia solar.

## Tipos de motores Stirling
Os motores de Stirling são classificados em três tipos: alfa , beta e gama.
O modelo alfa possui dois pistões, sendo um de compressão e um de expansão, posicionados a noventa graus um do outro. Há um lado quente, onde ocorre a expansão do gás, e um lado frio onde ocorre a compressão e esses lados estão unidos entre si. Os dois pistões em conjunto comprimem o gás no espaço frio, movimentam o gás para o espaço quente onde ele se expande e depois volta para a parte fria. Este dois pistões são ligados em série com o trocador de calor de resfriamento, o trocador de calor de aquecimento e o regenerador; o regenerador absorve uma parte do calor que não seria utilizado pelo motor, reaquece o ar frio e devolve para o cilindro quente, semelhante um acumulador térmico.
O modelo beta é constituído por apenas um cilindro e dois pistões em linha. O pistão interno é responsável pelo deslocamento do fluído de trabalho da parte quente para a parte fria. O segundo pistão (externo) mantém suspenso o pistão deslocador, que é responsável pelo trabalho do motor e ajuda no confinamento do fluido de trabalho  no interior do motor.

O modelo gama está entre os modelos mais conhecidos e possui um mecanismo mais simples, visto que quando comparado ao tipo alfa, os dois cilindros que constituem o motor são independentes. O pistão deslocador (quente) é responsável por deslocar o fluido de trabalho da câmara quente para a câmara fria, o mesmo é suspenso por uma haste deslizante sobre buchas, pelo centro do cilindro quente e este pistão é totalmente isolado e confinado em ambiente externo. O pistão de trabalho encontra-se separado do cilindro quente e é responsável pela compressão, expansão, descompressão e contração do fluido.